# Discestra semiconfluens
Discestra semiconfluens là một loài bướm đêm trong họ Noctuidae.